# Leucochrysa (Nodita) inquinata
Leucochrysa (Nodita) inquinata is een insect uit de familie van de gaasvliegen (Chrysopidae), die tot de orde netvleugeligen (Neuroptera) behoort. 
Leucochrysa (Nodita) inquinata is voor het eerst wetenschappelijk beschreven door Gerstäcker in 1888.